# 沃爾夫里弗鎮區 (堪薩斯州多尼芬縣)
沃爾夫里弗鎮區（英語：Wolf River Township）為美國堪薩斯州多尼芬縣轄下的鎮區。2010年美国人口普查中該鎮區人口有370人。

## 歷史
沃爾夫里弗鎮區於1855年設立。

## 地理
沃爾夫里弗鎮區涵蓋總面積為144.94平方（55.96平方英里）。

### 行政區劃
- 城市：利昂納、塞弗倫斯

### 墓園
根據美國地質調查局的資料，此鎮區擁有4座墓園：
- 比特納墓園（Bitner Cemetery）
- 伯爾墓園（Burl Cemetery）
- 奧克希爾墓園（Oak Hill Cemetery）
- 沃爾夫里弗墓園（Wolf River Cemetery）

### 溪流
通過此鎮區的溪流有：
| - 查理溪（Charlie Creek） - 科爾德萊恩支流（Cold Ryan Branch） - 霍靈溪（Halling Creek） - 肯尼溪（Kenney Creek） | - 納爾遜溪（Nelson Creek） - 利頓豪斯支流（Rittenhouse Branch） - 斯普林斯支流（Springs Branch） - 斯闊溪（Squaw Creek） |

### 機場
- 拉什機場（Rush Airport）

## 人口統計
根據2010年美國人口普查，沃爾夫里弗鎮區人口有370人，住房173戶，人口密度為2.55人/每平方公里。此鎮區居民之種族中，白人佔99.19%，非裔美國人佔0%，美洲原住民佔0.54%，亞裔美國人佔0%，太平洋島裔美國人佔0%，其他種族佔0%，混血種族則佔0.27%。而西班牙裔或拉丁裔美國人佔此鎮區人口的0%。

## 外部連結
- City-Data.com （页面存档备份，存于）